# Victoriano de Asán
Victorián o Victoriano, santo de la Iglesia católica de origen italiano, compañero y discípulo de San Benito, santo patrón de Europa y del monaquismo occidental. Victorián murió como abad del Monasterio de San Martín de Asán después del año 551, año en que ordenó al obispo de Osca Vicente (557-576), como diácono y Victorián fue testigo del testamento donde el futuro obispo legó sus bienes al monasterio.
Probable seguidor de San Benito en las primeras fundaciones eremíticas de éste en Subiaco, pronto marchó a Francia con otros compañeros para propagar las enseñanzas monacales benedictinas, donde alcanzó fama de santidad y de notorio sanador. Huyendo de dicha fama, cruzó los Pirineos y se refugió en la agreste Sierra de Guara, donde desde muchos años antes vivían varios cenobitas, cristianos que huían del mundo para encontrar la perfección espiritual en la soledad, cobijados entre las abundantes cuevas cársticas características del mencionado macizo calizo de Guara.
Así, Victorián habitó su pequeño cenobio, (hoy conocido como La Espelunca, situado en una pequeña cueva, dedicado al santo provenzal San Ginés de Arlés).  Pero las gentes del lugar, atraídos por su saber, cultura y fortaleza espiritual, quisieron que bajara de la Peña para estar más accesible al pueblo, y le ofrecieron una pequeña propiedad en Arasarre (Isarre, Santa Eulalia la Mayor, actualmente un despoblado -desde el siglo XVIII- en el barranco de Vadiello, un afluente del río Guatizalema), en la vertiente sur de la Sierra de Guara. 
Su fama, cimentada por su adscripción a las enseñanzas de San Benito, se extendió tanto que fue elegido abad por los monjes del principal y más antiguo monasterio de la región, de origen y rito visigodo y foco monástico de toda la región oscense, el Monasterio de San Martín de Asán. Allí reformó el rito proponiendo una regla para sus monjes que, desafortunadamente, no ha llegado hasta nosotros. Murió con edad avanzada (circa 561). San Venancio lo cita en sus Carmina miscellanea, comentando sus virtudes y milagros en un epitafio unos 30-40 años después de su muerte.
Su monasterio, antes de la invasión árabe, se convirtió con la regla de San Victorián en un verdadero seminario episcopal de la Diócesis de Huesca y de la Provincia Eclesiástica Tarraconense: los obispos oscenses como el mencionado Vicente (557-576) o Audeberto (683, 693) fueron antes monjes o abades de Asán, así como los obispos San Gaudioso de Tarazona (527-541), Aquilino de Narbona, Tranquilino de Tarragona y Eufrónimo de Zamora.
Las reliquias de San Victorián recibieron culto en su Monasterio de San Martín de Asán, que tras la Invasión musulmana de la península ibérica, y sobre todo, tras el impulso reconquistador del Condado de Aragón, fue casi desmantelado y trasladó su primacía (y las santas reliquias) al Castillo-Monasterio de Montearagón, junto a Huesca y al Real Monasterio de San Victorián de Sobrarbe, que recogió la tradición victoriana. El culto fue impulsado por los primeros condes y reyes de Aragón y Sobrarbe, hasta el punto de acompañar sus reliquias al campo de batalla. En el siglo XI aparecen los primeros documentos que citan el Real Monasterio de San Victorián. El rey Sancho Ramírez en 1077 dona a este Monasterio todos los beneficios que en Ribagorza contaba el Monasterio de Obarra, más de 60 km² de propiedades, con granjas en el Turbón o la villa y castillo de Graus.
- Datos: Q3571418